# 第一代赫特福德伯爵爱德华·西摩
愛德華·西摩（英語：Edward Seymour，1539年5月22日—1621年4月6日），第一代赫特福德伯爵（Earl of Hertford），是一位英格蘭貴族，第一代薩默塞特公爵之子。他不斷的秘密婚姻導致當時的伊麗莎白一世不滿。

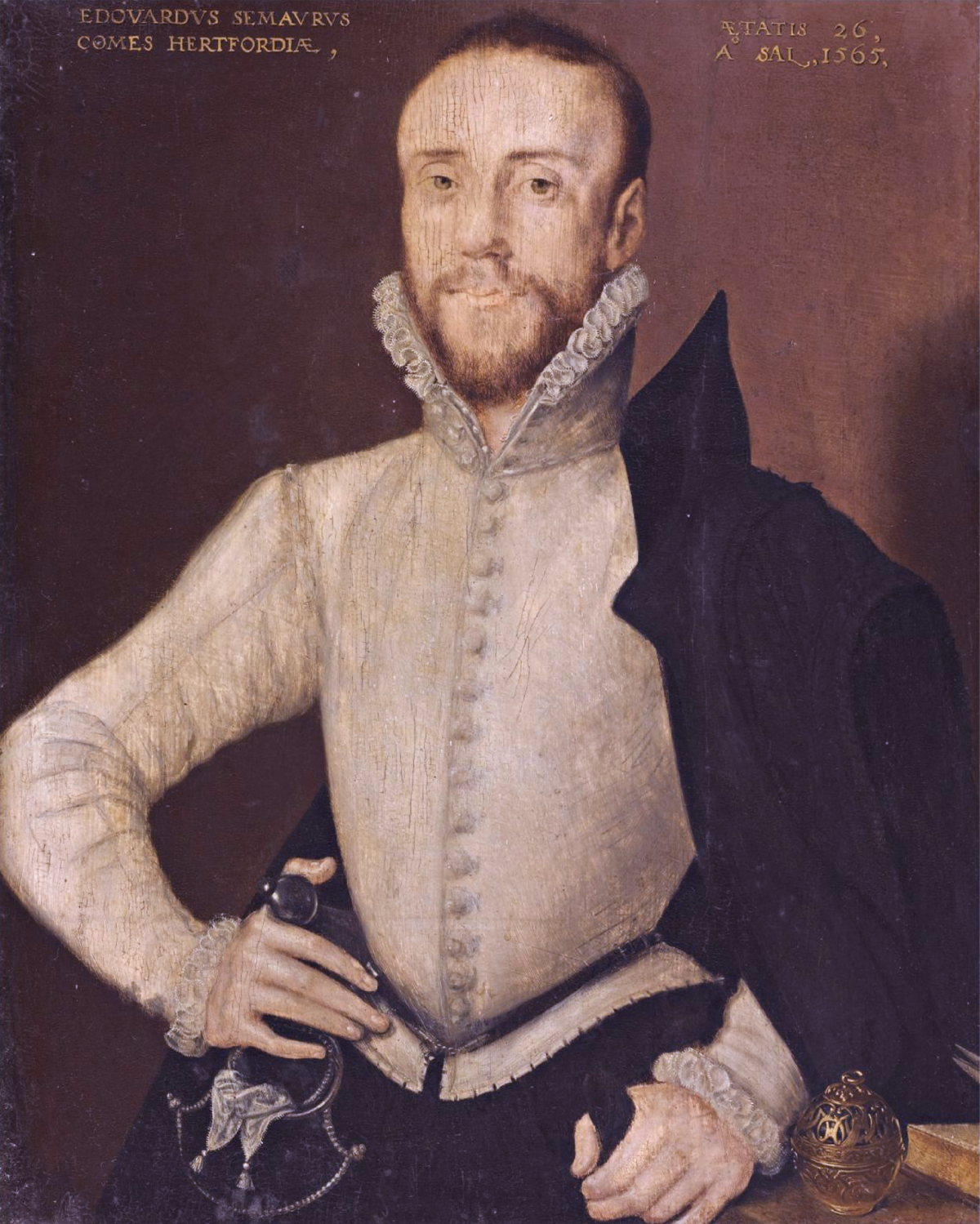

1560年，愛德華·西摩和凱瑟琳·格雷結婚，兩人共有兩個兒子：
1. 愛德華（1561年—1612年）
2. 托馬斯（1563年—1600年）

1582年，愛德華·西摩和法蘭西絲·霍華德（Frances Howard）結婚。
1601年，愛德華·西摩和法蘭西絲·普拉內爾結婚。